# Anders Ljungstedt
Anders Ljungstedt, född den 23 mars 1759 i Linköping, död den 10 november 1835, var en svensk handelsman, diplomat och historiker. Internationellt är Ljungstedt mest känd för att ha författat ett banbrytande historieverk om den portugisiska kolonin Macao.

## Utbildning och tidig karriär
Anders och hans yngre bror Henrik (1761–1822) växte upp under enkla förhållanden. Fadern dog tidigt i deras barndom, varefter modern gifte om sig men senare blev änka för andra gången. Ljungstedt dimitterades från Linköpings gymnasium 1781 och studerade därefter en kortare tid vid Uppsala universitet. Genom kontakter och hjälp från en greve von Rosen, Johan Hinric Lidén och andra fick han 1784 anställning i Ryssland där han var verksam som lärare i tio år. Tidigt under vistelsen föddes där hans son Carl Andrejevitj (moder okänd). Efter återkomsten till Sverige anställdes han tack vare Victor von Stedingk som kung Gustav IV Adolfs tolk under dennes friarresa till Ryssland 1796. Samma år gifte sig Ljungstedt med änkan Carolina Mosander (död 1831).

## Karriär i Kina
Tack vare Johan August Sandels, Carl Tornérhielm och Johan Liljencrantz anställdes Ljungstedt 1798 av Svenska Ostindiska Companiet som förste assistent och begav sig ombord Drottningen till Guangzhou, där han fick tjänst som bofast superkargör. Efter det att Companiet lades ned 1813 fortsatte Ljungstedt med sin egen affärsverksamhet. Han bodde inledningsvis i Guangzhou, men där var det enligt lag förbjudet för utlänningar att uppehålla sig utanför handelssäsongen, varför han 1815 flyttade till det närbelägna portugisiskstyrda Macau. Han utnämndes 1813 till riddare av Vasaorden och blev några år senare Sveriges förste generalkonsul i Kina. Ljungstedts affärsverksamhet gjorde honom till en förmögen man och han donerade en del av sin förmögenhet till en skola i Linköping, som grundades 1824 och idag bär namnet Anders Ljungstedts gymnasium.

## Gärning som historiker
Ljungstedt hyste stort intresse för Macaos historia och författade A Historical Sketch of the Portuguese Settlements in China, and of the Roman Catholic Church and Mission in China, som gavs ut i Boston. Verket är anmärkningsvärt dels för att det var det första utländska (icke-portugisiska, icke-kinesiska) arbetet som givits ut om Macaos historia och dels för att Ljungstedt vederlade den portugisiska regeringens påstående att Kina under Mingdynastin avträtt territoriet till Portugal. Boken byggde på många viktiga historiska dokument som sedan gått förlorade. Bland källorna fanns de så kallade Manuscriptos do Bispo Saraiva, böcker av José Baptista de Miranda e Silva och de rika arkiven som tillhörde stadssenaten. En tidig version av boken gavs ut 1832 i Macao.

## Död och eftermäle
Ljungstedt återvände aldrig till Sverige och begravdes i den gamla protestantiska kyrkogården i Macao. På hans gravsten, som fortfarande finns till beskådande, står det inhugget: Here lie the remains of Andrew Ljungstedt, Knight of Wasa, Scholar and Philantropist. He was born in Linkoping March 23rd 1759 and died at Macao November 10th 1835. - Har ligger resten af Anders Ljungstedt, Wasariddare, Lard och Manniskovan.
År 1997 uppkallades en gata i Macao (Avenida Sir Anders Ljungstedt, 倫斯泰特大馬路) efter honom.